# Mäthjul
Mäthjul är hjul utrustade med sensorer i syfte att mäta kontaktkrafter mellan räl/vägbana och hjul. Hjulen är vanliga inom järnväg- samt fordonsindustrin.

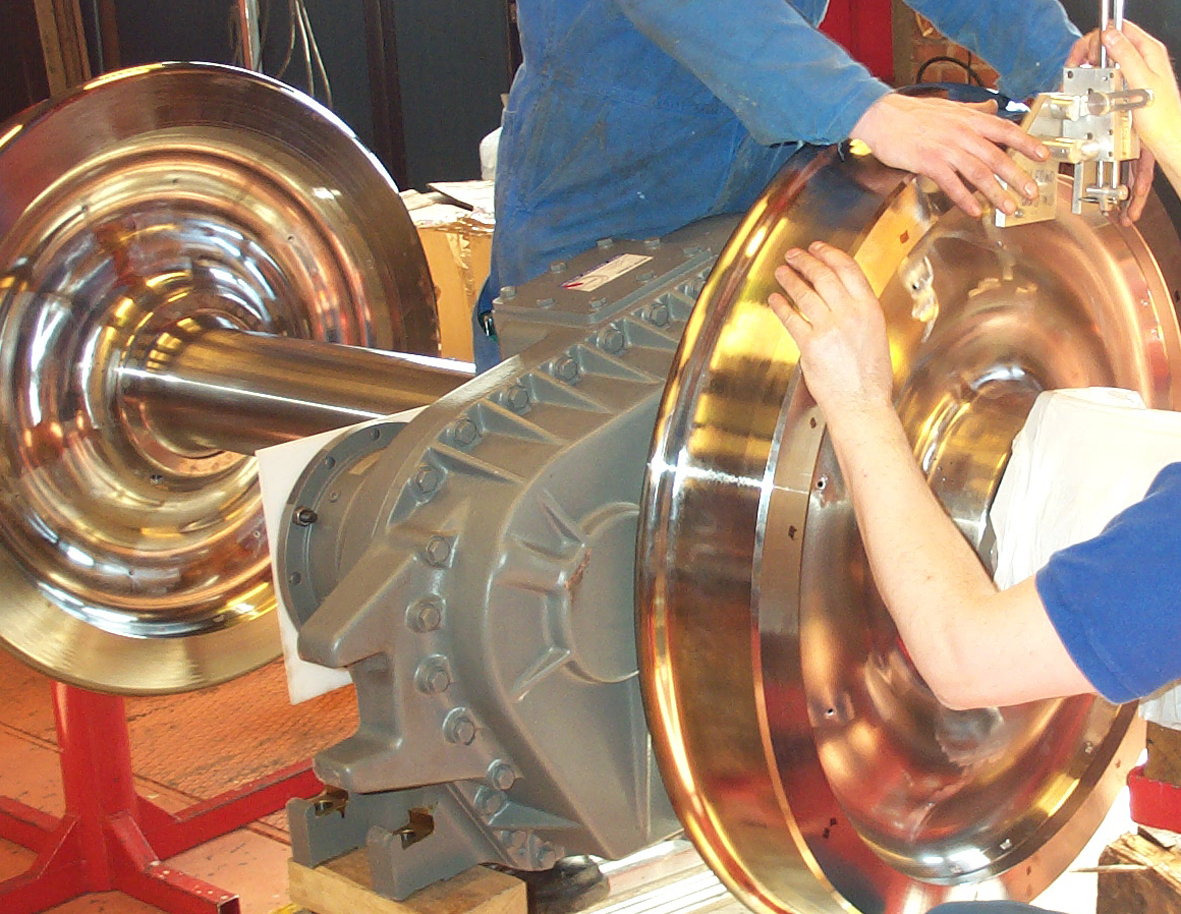

Mäthjul kan även referera till ett verktyg som används för att mäta sträcka. Ett sådant består vanligen av ett hjul försett med varvräknare. När hjulet rullas mot marken roterar hjulet och sträckan kan avläsas.

## Utförande
Mäthjul består vanligen av ett metallhjul försett med töjningsgivare. När hjulet utsätts för kraft, töjs materialet och signalerna återspeglar den pålagda kraften. Eftersom signalerna påverkas av hjulets form och givarnas placering är det viktigt hur hjulet utformas. Av denna anledning kan ibland mäthjulens form skilja sig från vanliga hjul. På senare tid har dock utvecklingen medfört att formens betydelse minskat.
För att relatera mätsignalerna till krafter används data från kalibrering och/eller simulering, där man med en känd yttre pålagd kraft mäter responsen i sensorerna. En mätteknisk utmaning med mäthjul är att överföra signaler från det roterande hjulet till fordonet. Detta löses ofta med roterande kontakter eller trådlös överföring.

## Tillämpningsområde
Krafter från mäthjul används framför allt för två syften: godkännande samt för forskning/utveckling. Krafter från vägbanan/rälen är fundamentala storheter i fordonsdynamiken och ger värdefull information om fordonets beteende.

## Historia

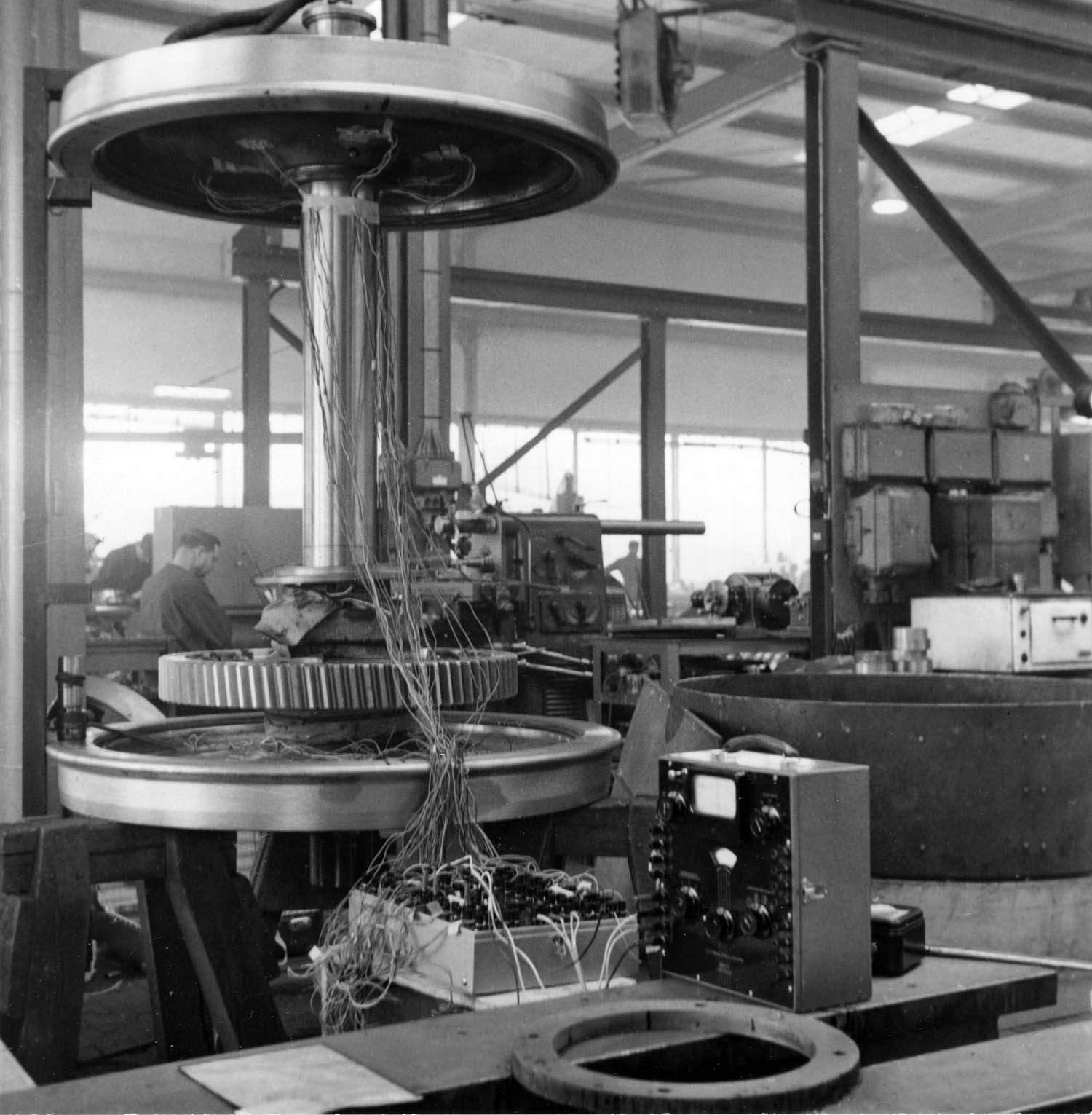

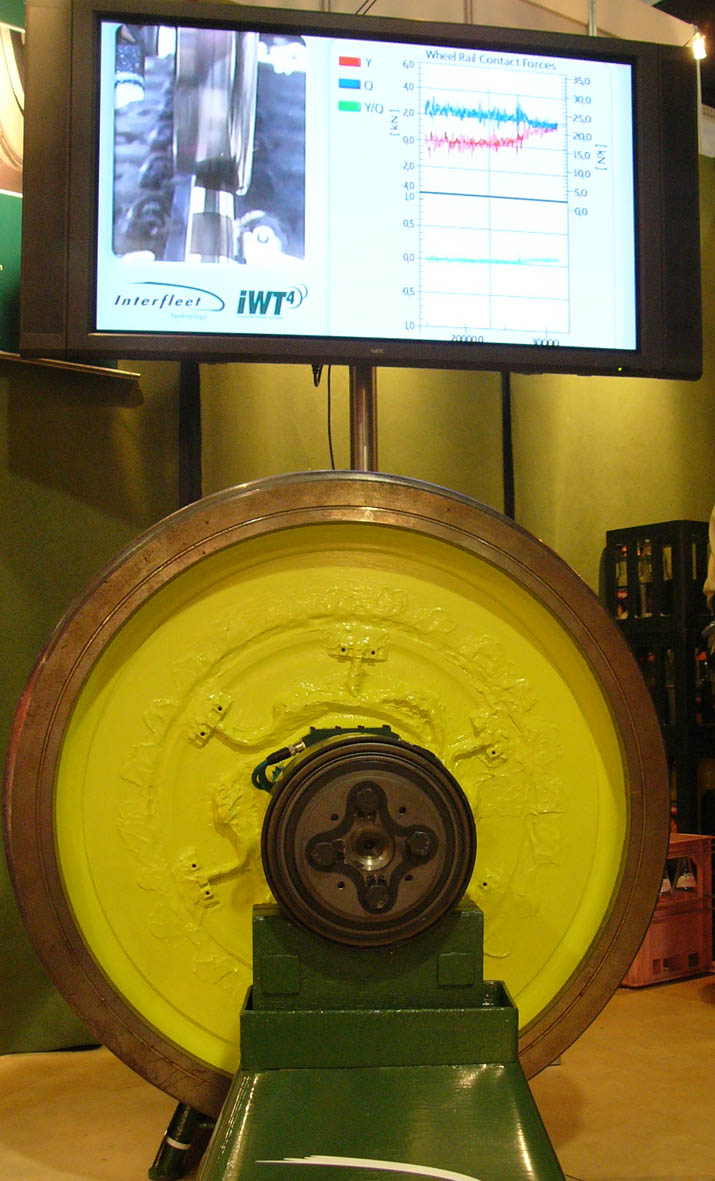

I Sverige påbörjades utveckling av mäthjul för järnvägsändamål av Statens Järnvägar på 1950-talet. Denna mäthjulsteknik har sedan successivt vidareutvecklats till dagens, den fjärde generationen, av Interfleet Technology AB. Med hjälp av avancerad matematik och det senaste inom områden som digital signalbehandling och trådlös signalöverföring har en helt ny metod för instrumentering av hjulpar skapats.
Det finns flera länder som har utvecklat en egen mäthjulsteknik, alla med något olika utförande och egenskaper. I Tyskland används för järnväg ofta Deutsche Bahns mäthjul, tillverkade i Minden. En bild finns på tyska wikipedia: 